# Diksmuide
Diksmuide (franceză Dixmude) este un oraș neerlandofon situat în provincia Flandra de Vest, regiunea Flandra din Belgia. La 1 ianuarie 2008 avea o populație totală de 15.998 locuitori. 

## Geografie
Comuna actuală Diksmuide a fost formată în urma unei reorganizări teritoriale în anul 1977, prin înglobarea într-o singură entitate a ??? comune învecinate. Suprafața totală a comunei este de 149,40 km². Comuna este subdivizată în secțiuni, ce corespund aproximativ cu fostele comune de dinainte de 1977. Acestea sunt:
| - I. Diksmuide - II. Esen - III. Kaaskerke - IV. Beerst - V. Vladslo - VI. Leke - VII. Keiem - VIII. Stuivekenskerke - IX. Pervijze - X. Lampernisse - XI. Oostkerke - XII. Oudekapelle - XIII. Sint-Jacobskapelle - XIV. Nieuwkapelle - XV. Woumen |

Localitățile limitrofe sunt:
| - Comuna Koekelare: - a. Zande - b. Koekelare - c. Bovekerke - Comuna Kortemark: - d. Werken - e. Zarren - Comuna Houthulst: - f. Klerken - g. Jonkershove - h. Merkem - Comuna Lo-Reninge: - i. Reninge | - - j. Lo - Comuna Alveringem: - k. Alveringem - Comuna Veurne: - l. Zoutenaaie - m. Eggewaartskapelle - n. Avekapelle - o. Veurne - Comuna Nieuwpoort: - p. Ramskapelle - Comuna Middelkerke: - q. Schore - r. Sint-Pieters-Kapelle |